# Бомбардування Токіо (10 березня 1945)

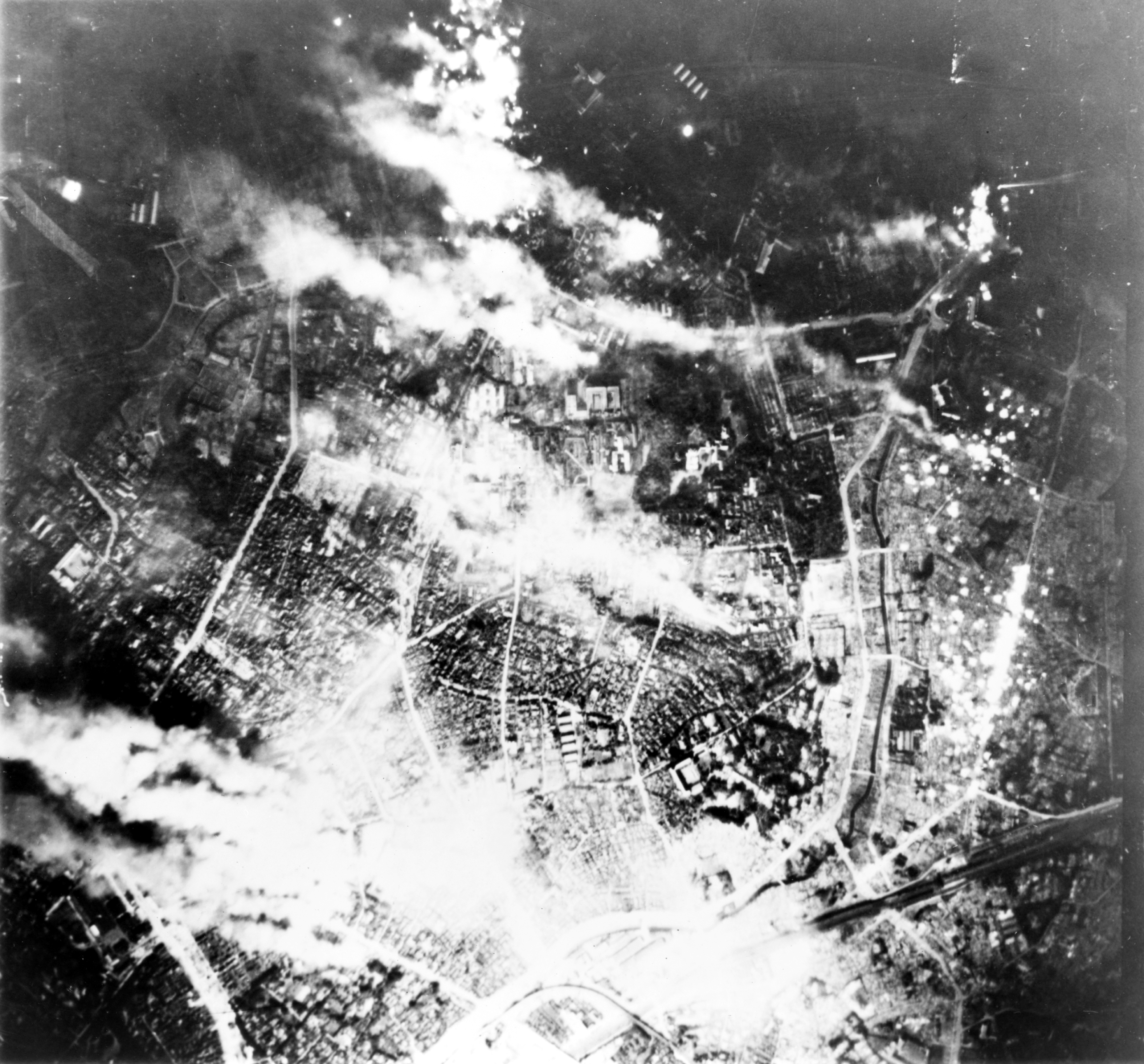
Токіо у вогні після бомбардування

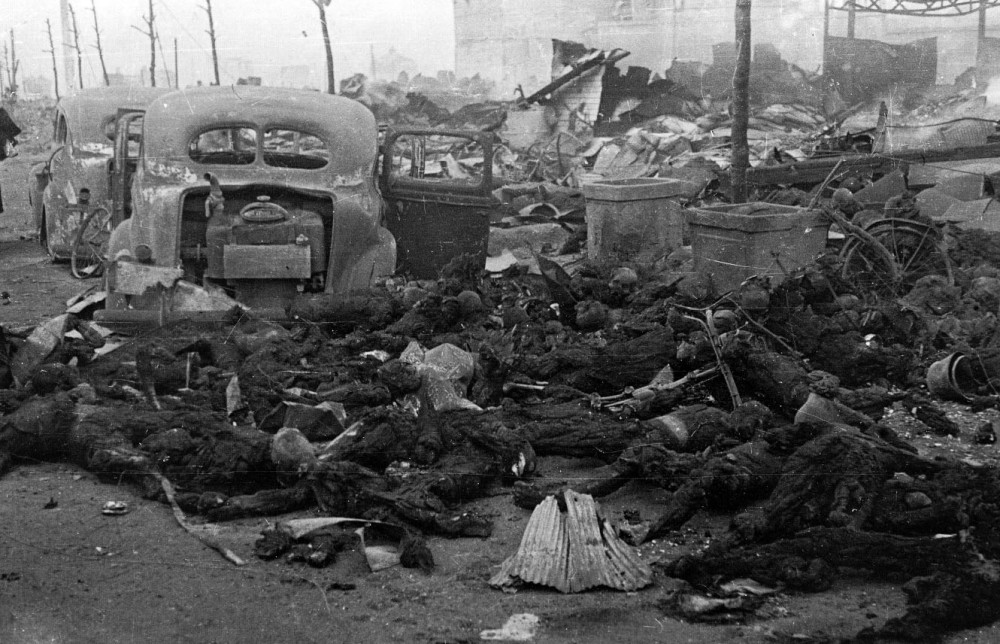
Тіла жертв на вулицях міста

35°41′58″ пн. ш. 139°47′47″ сх. д. / 35.699444444444° пн. ш. 139.79638888889° сх. д.
Бомбардування Токіо — бомбардування Токіо (столиці Японії), здійснене збройними силами США 10 березня 1945.
Унаслідок нальоту 334 бомбардувальників Boeing B-29 Superfortress у ніч проти 10 березня 1945 загинуло, за різними даними, від 84 000 до 100 000 мешканців Токіо, кількадесят тисяч поранено, близько мільйона осіб залишилося без даху над головою. Літаки скинули 1 665 тонн запалювальних бомб (firebombs) і напалму.
Бомбардування Токіо 10 березня 1945 стало найкривавішим бомбардуванням в історії воєн; ядерне бомбардування Хіросіми і Наґасакі, де сумарно загинуло більше людей, не було одним нальотом, а серією з двох нальотів, здійснених з різницею в три дні.

## Підготовка й перебіг
Бомбардування здійснювали стратегічні бомбардувальники Боїнґ B-29 «Суперфортеця», які визнані найкращими американськими бомбардувальниками Другої світової війни. На тому етапі війни ВПС Японії майже не існували й не могли ефективно перехопити американські літаки (під час операції з понад 330 бомбардувальників японці збили тільки 14). Американці вирішили скидати не звичайні бомби, а запалювальні суміші, оскільки архітектура Токіо була багата на дерев'яні будівлі й таке бомбардування завдало би більших ушкоджень місту. Запалювальні суміші на бензиновій основі для військових розробили науковці Гарвардського університету. Операція отримала кодову назву Meetinghouse.
Рано-вранці 10 березня американські літаки розпочали бомбардування центрального й густозаселеного району Токіо — Сітаматі (яп. 下町). Унаслідок 3-годинного бомбардування знищено більшість ділових кварталів столиці, згоріло понад 267 тисяч будинків (чверть усіх будівель міста).

## Жертви та наслідки

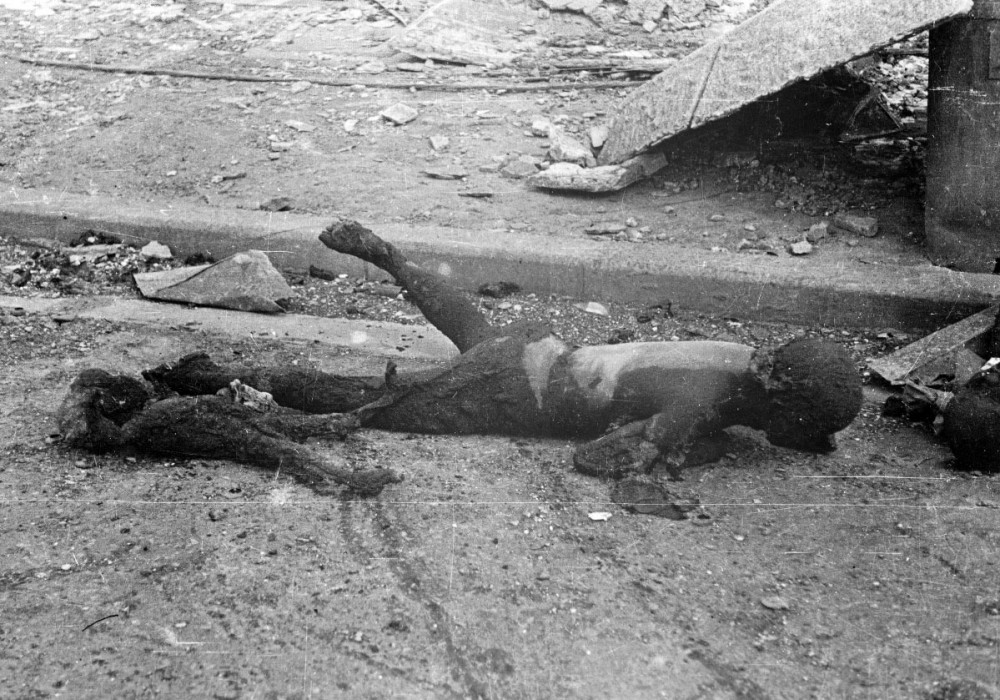
Обвуглені тіла матері та дитини

За різними даними, загинуло від 84 тисяч до 100 тисяч жителів, понад 40 000 поранено. Близько мільйона людей залишилося без житла, вогонь від пожеж було видно на відстані понад 200 км від Токіо. Однак населення Токіо не було деморалізоване, навпаки, такі жертви мирного населення згуртували японців стійкіше протистояти ворогам.
Відповідно до пізніших підрахунків, під час Другої світової війни знищено половину Токіо.
Генерал Кертіс Лемей, який командував американськими бомбардуваннями Японії під час війни, визнав, що якби Америка програла війну, його б засудили як воєнного злочинця.